# Rhypopteryx uele
Rhypopteryx uele är en fjärilsart som beskrevs av Collenette 1961. Rhypopteryx uele ingår i släktet Rhypopteryx och familjen tofsspinnare. Inga underarter finns listade.